# Intel XDK
Intel XDK — безплатне інтегроване середовище розробки Intel для програмування мобільних застосунків на HTML5.